# Рычаков, Алексей Иванович
Алексей Иванович Рычаков (11 [24] марта 1907, Мена, Черниговская губерния — 11 мая 1949) — советский военный, государственный и политический деятель, подполковник.

## Биография
Родился в 1907 году в местечке Мена.
Член ВКП(б) с 1929 года.
С 1930 года — на военной службе, общественной и политической работе. В 1930—1949 годах — на политической работе и командных должностях в Рабоче-крестьянской Красной армии, участник советско-финской войны, военный комиссар дивизии, начальник политотдела 271-й стрелковой Горловской Краснознамённой ордена Богдана Хмельницкого дивизии, участник борьбы с националистами на Западной Украине, начальник 75-го отдельного геоотряда Прикарпатского военного округа.
Избирался депутатом Верховного Совета СССР 1-го созыва.
Погиб 11 мая 1949 года в бою с украинскими националистами.